# Google Sites
Google Sites là một cấu trúc google được cung cấp bởi Google như là một phần của bộ ứng dụng Google Apps. Nó được xuất hiện lần đầu vào ngày 28 tháng 2 năm 2008 và hiện tại vẫn đang trong giai đoạn dùng thử. Nó được thay thế cho Google Page Creator, một dịch vụ cho phép tạo các trang đơn giản trước đây của Google.
Nó cho phép người dùng dễ dàng tạo các trang web và chia sẻ chúng với người khác. Với Google Sites, bạn có thể xây dựng một trang web từ đầu hoặc chọn từ nhiều mẫu có sẵn. Bạn có thể cá nhân hóa trang web của mình bằng cách thêm văn bản, hình ảnh, video và nội dung khác. Khi bạn đã tạo trang web của mình, bạn có thể chia sẻ trang web đó với người khác qua email, phương tiện truyền thông xã hội hoặc bằng cách hiển thị công khai trên web...